# Jogo bonito

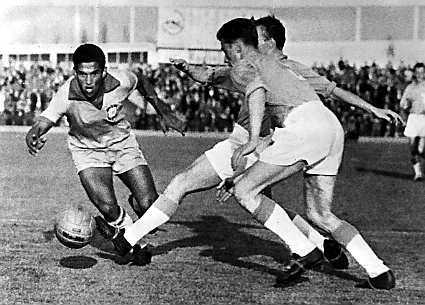
Garrincha (esquerda), considerado um dos melhores dribladores de todos os tempos.

Jogo bonito é um apelido usado para se referir ao futebol, popular na mídia e na publicidade, embora raramente usado pelos fãs, que foi popularizado pelo jogador de futebol brasileiro Pelé. Embora a origem exata da frase seja contestada, o comentarista de futebol Stuart Hall a usou em 1958. Hall admirou as habilidades de Peter Doherty quando foi ver o Manchester City jogar no Maine Road e usou o termo "jogo bonito" para descrever o estilo de Doherty ao jogar.

## Etimologia
As origens exatas do termo são contestadas. A origem foi atribuída ao futebolista brasileiro Didi e o apresentador Stuart Hall alegou ter se originado em 1958. O autor inglês e fanático por futebol americano H. E. Bates usou o termo mais cedo, inclusive em uma peça de jornal de 1952 exaltando as virtudes do jogo intitulado "Brains in the Feet".
Escritores anteriores usaram o termo em 1848 para descrever o jogo de baaga'adowe, um precursor do lacrosse como jogado por Ojíbuas no Vauxhall Gardens em Londres e ao tênis em 1890.

## Uso

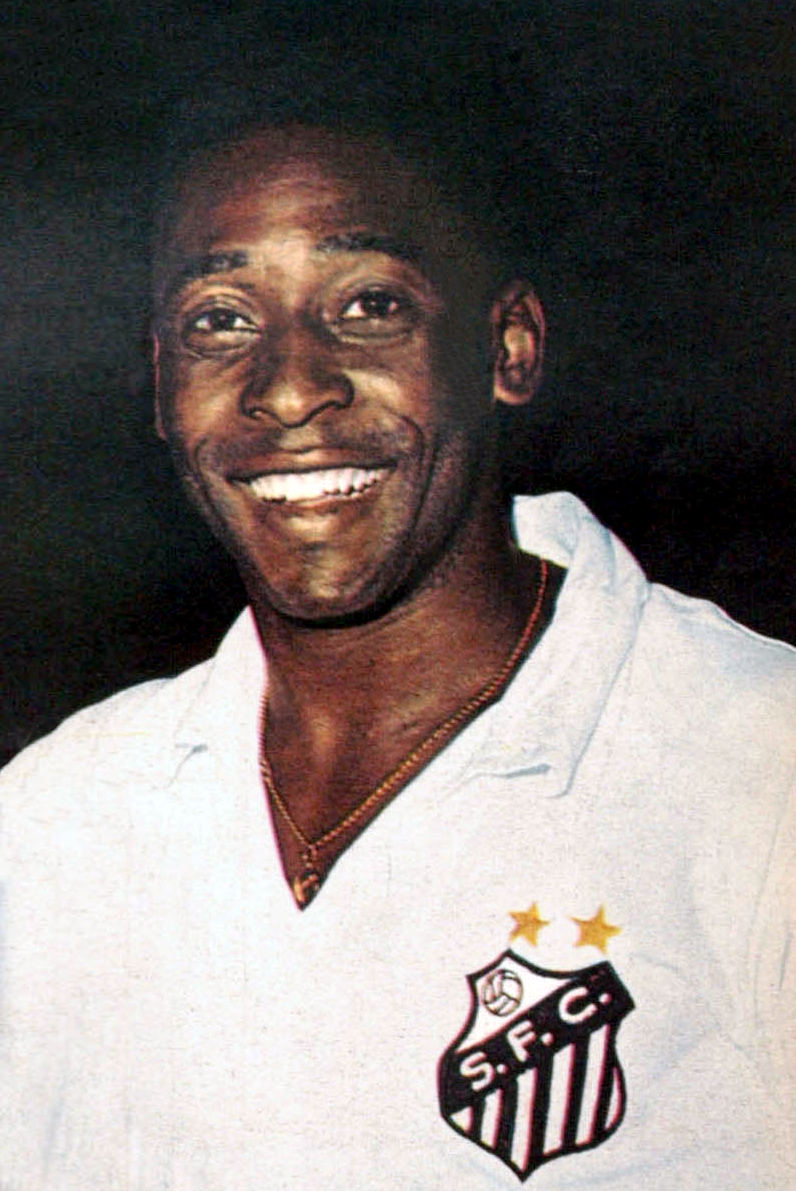
Pelé em 1965

O jogador de futebol brasileiro Pelé é creditado com a frase sinônimo de futebol. Em 1977, ele nomeou sua autobiografia My Life and the Beautiful Game. A dedicatória do livro diz: "Eu dedico este livro a todas as pessoas que fizeram deste jogo o jogo bonito." A frase em várias línguas é usada como uma descrição para futebol.
É usado como um título para a série de 13 episódios de 2002 que traça a história do jogo: História do Futebol: O Jogo Bonito, narrado pelo ator Terence Stamp.
A música "Wavin' Flag" — o hino promocional da Coca-Cola do rapper K'naan para a Copa do Mundo de 2010 na África do Sul — continha a letra "let’s rejoice in the Beautiful Game".
Em janeiro de 2014, o New Model Army lançou uma música chamada "The Beautiful Game", em apoio ao projeto "Spirit of Football". Um podcast sobre futebol foi lançado com o título "The Beautiful Game".

## Uso comercial
A empresa de roupas esportivas Nike faz referência ao jogo bonito em seus comerciais de futebol. Em 1996, um comercial da Nike intitulado "Good vs Evil" foi um jogo de gladiadores ambientado em um anfiteatro romano onde dez jogadores de futebol de todo o mundo, incluindo Éric Cantona, Ronaldo, Paolo Maldini, Luís Figo, Patrick Kluivert e Jorge Campos, defendem "o jogo bonito" contra uma equipe de guerreiros demoníacos, que culmina em Cantona recebendo a bola de Ronaldo, puxando o colarinho da camisa e entregando a linha final, "Au Revoir", antes de chutar a bola e destruir o mal.

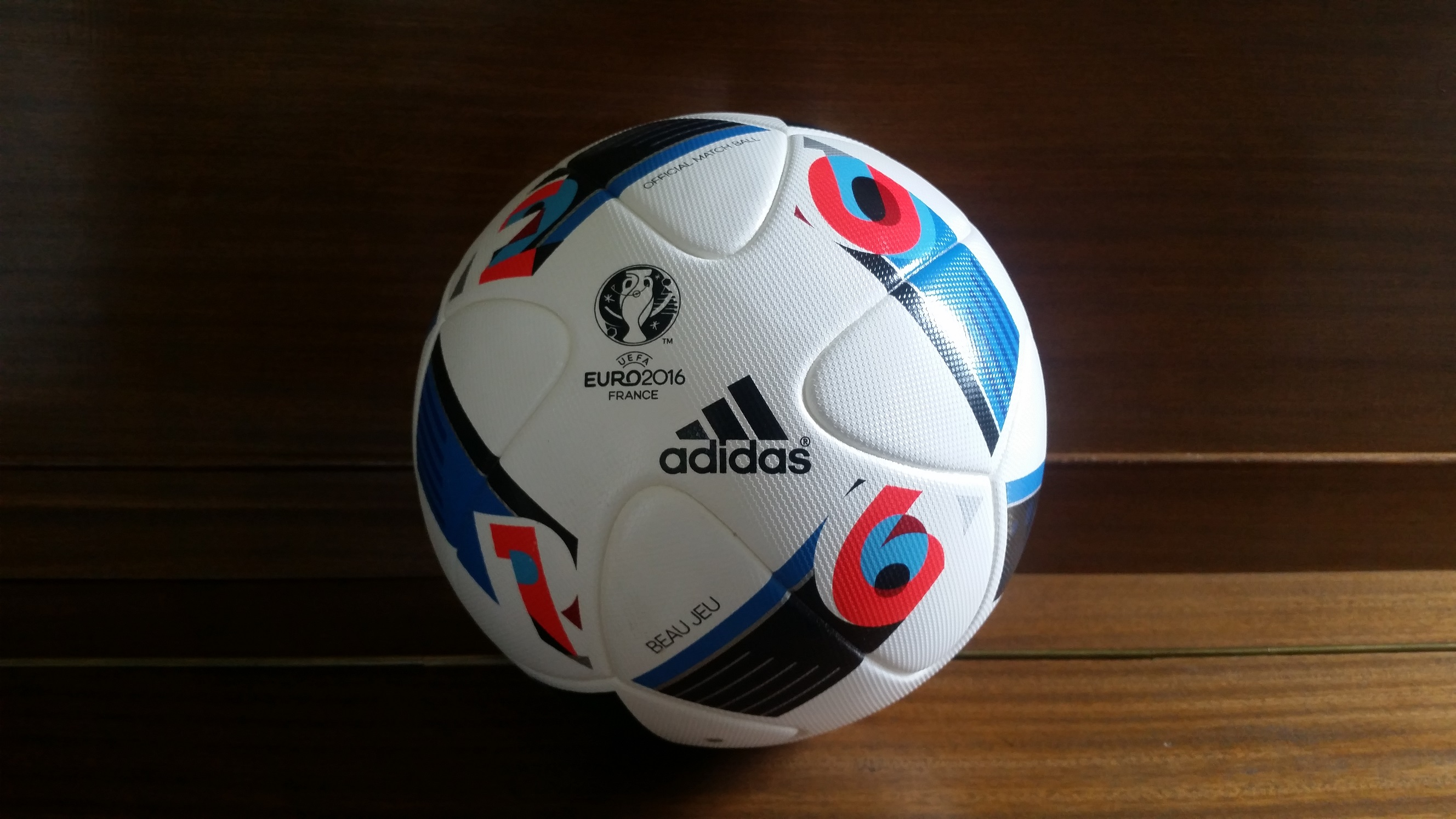
Adidas Beau Jeu, francês para "jogo bonito"

A Nike também usa a expressão em português "Joga bonito" como um de seus slogans para produtos de futebol. A Nike começou a usar o slogan "Joga bonito" em uma campanha que antecedeu a Copa do Mundo da FIFA 2006 em uma tentativa de reduzir o comportamento explosivo dos jogadores em campo. Em colaboração com o ex-jogador de futebol Eric Cantona (que certa vez chutou um torcedor na plateia), a Nike lançou uma série de anúncios para promover um jogo mais habilidoso e digno, não repleto de teatralidade e falta de esportividade.
A empresa de roupas esportivas Adidas nomeou a bola oficial do UEFA Euro 2016 de "Adidas Beau Jeu", que se traduz em "jogo bonito" em português.